# هوموسيرين
الهوموسيرين(ويسمى أيضاً أيزوثريونين) هو حمض ألفا-أميني صيغته الكيميائية HO2CCH(NH2)CH2CH2OH. {\displaystyle L} -هوموسيرين ليس من الأحماض الأمينية المشفرة بالدنا. يختلف عن الحمض الأميني المولد للبروتين السيرين بإضافة جسر ميثيلين في تركيبه الكيميائي. الهوموسيرين أو لاكتونه ينتج من انشطار بروميد سيانوجين ببتيد بانحلال ميثيونين. الهوموسيرين مركب وسيط في الاصطناع الحيوي ل3 أحماض أمينية هي الميثيونين، والثريونين، والأيزوليوسين، ويتكون باختزالين لحمض الأسبارتيك بوساطة ألدهيد أسبارتات نصفي.